# Rhipidomys macrurus
Rhipidomys macrurus är en gnagare i släktet sydamerikanska klätterråttor som förekommer i Sydamerika.

## Utseende
Arten är med en kroppslängd (huvud och bål) av 12,5 till 14,5 cm och en vanligen lite längre svans en medelstor medlem av sitt släkte. I sydvästra delen av utbredningsområdet lever de största individerna. Vid svansens slut bildar 0,5 till 1,5 cm långa hår en tofs. Pälsen har på ovansidan en rödbrun färg med inslag av grått. På undersidan förekommer krämfärgad till vit päls. Svansens hår har en mörk rödbrun färg. Bakfötterna är oftast 2,4 till 2,8 cm långa och enskilda exemplar kan ha 3,3 cm långa bakfötter. Några exemplar har en mörk fläck på bakfötternas ovansida.

## Utbredning
Rhipidomys macrurus lever i landskapet Cerradon i centrala och nordöstra Brasilien. Enligt en studie förekommer den även i östra Paraguay. Den hittas även i galleriskogar eller i delvis lövfällande skogar. Ett fynd dokumenterades från en fuktigare skog.

## Taxonomi
Populationens taxonomiska status är inte helt klarlagd. Exemplaret som hittades i delstaten Goiás och som användes för artens vetenskapliga beskrivning (holotyp) finns inte kvar i det franska museet där det skulle vara. För ett annat exemplar är endast förtecknad varifrån det skickades till Frankrike men fyndplatsen är okänd. Ytterligare ett exemplar från området nära den ursprungliga fyndplatsen som kan bekräfta taxonomin behövs.
Enligt en revision från 1996 räknas exemplar till arten som har det beskrivna utseende och en diploid kromosomuppsättning med 44 kromosomer (2n=44 samt FN 48-51).

## Bevarandestatus
Regionalt hotas beståndet av landskapsförändringar. I lämpliga områden har Rhipidomys macrurus antagligen en stor population. IUCN listar arten som livskraftig (LC).